# Вашингтонвілл (Огайо)
Вашингтонвілл (англ. Washingtonville) — селище (англ. village) в США, в округах Коламбіана і Магонінґ штату Огайо. Населення — 712 особи (2020).

## Географія
Вашингтонвілл розташований за координатами 40°53′47″ пн. ш. 80°46′5″ зх. д. / 40.89639° пн. ш. 80.76806° зх. д. (40.896293, -80.768062).  За даними Бюро перепису населення США в 2010 році селище мало площу 1,73 км², з яких 1,73 км² — суходіл та 0,00 км² — водойми.

## Демографія
Згідно з переписом 2010 року, у селищі мешкала 801 особа в 323 домогосподарствах у складі 225 родин. Густота населення становила 462 особи/км².  Було 358 помешкань (207/км²).
Расовий склад населення:
| - 98,0 % — білих - 0,9 % — чорних або афроамериканців |

До двох чи більше рас належало 1,0 %. Частка іспаномовних становила 0,5 % від усіх жителів.
За віковим діапазоном населення розподілялося таким чином: 24,7 % — особи молодші 18 років, 61,6 % — особи у віці 18—64 років, 13,7 % — особи у віці 65 років та старші. Медіана віку мешканця становила 37,5 року. На 100 осіб жіночої статі у селищі припадало 94,9 чоловіків;  на 100 жінок у віці від 18 років та старших — 93,9 чоловіків також старших 18 років.
Середній дохід на одне домашнє господарство  становив 46 643 долари США (медіана — 34 583), а середній дохід на одну сім'ю — 49 304 долари (медіана — 39 063). Медіана доходів становила 36 563 долари для чоловіків та 31 875 доларів для жінок. За межею бідності перебувало 25,6 % осіб, у тому числі 48,0 % дітей у віці до 18 років та 4,1 % осіб у віці 65 років та старших.
Цивільне працевлаштоване населення становило 399 осіб. Основні галузі зайнятості: виробництво — 25,1 %, освіта, охорона здоров'я та соціальна допомога — 17,5 %, роздрібна торгівля — 15,0 %.